# Rainer Wieland
Rainer Wieland (n. 19 februarie 1957, Stuttgart, Germania) este un om politic german, membru CDU, vicepreședinte al Parlamentului European.
1. ↑  Deputații în Parlamentul European